# Bonkei
Ne doit pas être confondu avec Bonseki ou Bonsai.

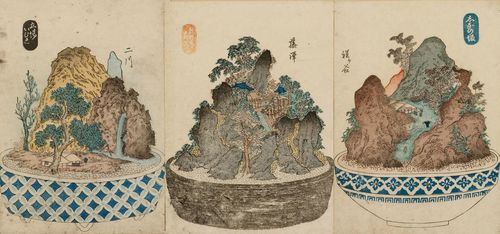
Gravures des cinquante-trois stations du Tōkaidō sous forme de paysages en pots, ces pots étant des bonkei, par Utagawa Yoshishige, 1848

Un bonkei (盆景, japonais pour "paysage de plateau")  :15–19est la représentation en volume d'un paysage, faite en  miniature sur un plateau peu profond. Elle peut être temporaire ou permanente. Les matériaux secs utilisés peuvent être des roches, du papier mâché ou un mélange de ciment et de sable :23.

## Description
Un bonkei ne contient aucune matière vivante : il est en cela très différent du bonsaï (arbres vivants) et du saikei (en) (végétaux vivants, arbres et autres). 
Robert Behme dit que le bonkei diffère du saikei en ce qu'un bonkei est « essentiellement un paysage sec, et les plantes vivantes sont rarement utilisées ; un saikei dépend exclusivement des plantes vivantes pour son effet. » :10
Il se distingue aussi du bonseki, une forme peinture sur sable sur plateau d'exposition qui, lui, produit des images principalement plates et temporaires, effacées après quelque temps pour une nouvelle création.
Le bonkei représente les liquides du paysage, eau courante et bords de mer, par la couleur des matériaux. Un bonkei peut également contenir des figurines miniatures de personnes, d'animaux, de bâtiments, de ponts et d'autres objets.
L’esthétique ressentie par l'artiste comme par le spectateur est l'objectif principal du bonkei. Sur un plateau large et bas, les zones surélevées représentant des berges de rivière, des collines, des montagnes sont construites en matériaux sculptables: ciment fondu, argile, papier mâché ou en keto, une terre séchée et réduite en poudre:33–42 et peintes. De véritables pierres peuvent être encastrées. Les zones plates représentant des plaines ou des eaux libres sont recouvertes de sable ou de gravier coloré.
Les bonkei exposés le sont parfois devant un écran  représentant des éléments de paysage et de ciel . Un même écran peut être déplacé et utilisé derrière plusieurs plateaux.
Des statuettes d'humains, d'animaux, d'arbres ou d'objets peuvent être intégrès au bonkei. Ces petits accessoires ont souvent été fabriqués pour des bonkei plus anciens. 
Une fois terminé, le bonkei terminé pourra être exposé à la maison comme « un bonsaï, une peinture ou une composition florale – à la bonne hauteur, sur un fond épuré »
,:209
Le bonkei est similaire à certains égards au saikei japonais (paysage végétal), au penjing chinois ou aux hòn non bộ viêt-namien. Le bonkei a aussi quelques similitudes avec les  chemins de fer miniatures, comme dans la représentation de l'environnement naturel.
Des bonkei peuvent durer longtemps sans entretien, alors qu'un saikei nécessite des soins fréquents et un environnement favorable à la croissance des arbres et autres végétaux qu'il contient.

## Cinquante-trois stations du Tōkaidō en tant que paysages en pots

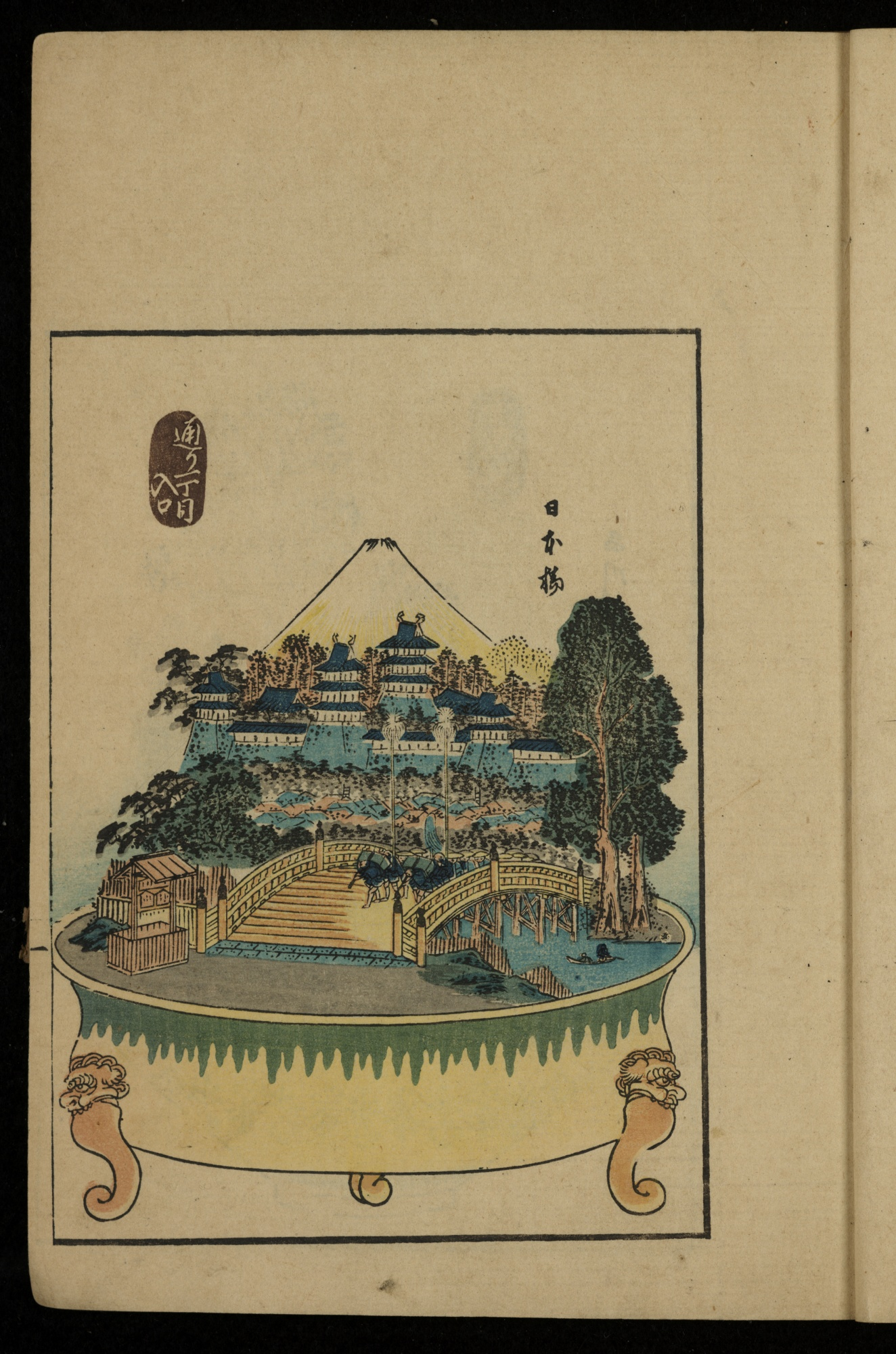
Impression couleur représentant un bonkei inspiré de la station 1 des Cinquante-trois stations du Tōkaidō

Impression couleur de la station 1 des Cinquante-trois stations du Tōkaidō

Le livre Cinquante-trois stations du Tōkaidō sous forme de paysages en pot (Tokaido Gojusan-eki Hachiyama Edyu), que crée et publie en 1848 Utagawa Yoshishige (ja), alors peu connu,
montre des bonkei, dont chacun a été conçu et créé par Kimura Tōsen,,
dont le fils a écrit l'introduction.
Le livre semble avoir été inspiré par Les Cinquante-trois Stations du Tōkaidō d'Utagawa Hiroshige, publié en deux volumes quinze ans plus tôt. Chaque illustration représente une scène, généralement extérieure, tirée de l'itinéraire d'un célèbre voyageur du Japon du XIXe siècle. Les bonkei de Kimura Tōsen et les gravures associées montrent ce qui semble être les mêmes emplacements.
Ainsi, la première station des Cinquante-trois stations du Tōkaidō représente l’ancien pont symbolisant l’entrée d’Edo . L'estampe montre une foule de porteurs et d'autres personnes s'approchant du pont, avec les toits de la ville en arrière-plan. Dans 53 stations du Tōkaidō en tant que paysages en pots (vol. 1, p. 7), un pont similaire transporte des voyageurs similaires de la ville à travers la rivière.
The Public Domain Review (en) indique qu'« il existe deux principaux arts du paysage en pot dans la tradition japonaise, le saikei et le bonkei[...] Il semble que les paysages de Kimura Tōsen appartiennent à ce dernier »
.
Les bonkei des Cinquante-trois stations du Tōkaidō sont représentés dans des bols décorés et des plateaux 
plus profonds que dans des bonsaï, et leurs bols portent des décorations exterieures, alors que ceux es bonsaï sont généralement en émail uni.
Certains contiennent des modèles de bâtiments, de torii, de routes, de véhicules terrestres et nautiques, et des statuettes humaines comme on n'en voit jamais dans les expositions formelles de bonsaïs.
En synthèse, résumons les différences entre bonkei et bonsai:
| caractéristique    | bonkei                                                                          | bonsai         |
| ------------------ | ------------------------------------------------------------------------------- | -------------- |
| supports           | plus profond                                                                    | moins profonds |
| contenants         | décorés                                                                         | émail uni      |
| figurines incluses | bâtiments, torii, routes véhicules terrestres ou nautiques, statuettes humaines | aucune         |

Quelques bonkei montrent  en arrière-plan le mont Fuji, ce qui les rapproche des parchemins suspendus dans l'alcôve tokonoma d'une maison traditionnelle, souvent affiché derrière un bonsaï vivant. 
Les sources documentaires actuelles ne contiennent pas de détails sur les matériaux utilisés par Kimura Tōsen, mais la représentation de l'eau semble être réalisée avec des matériaux secs, et les représentations de la vie végétale ne sont pas des plantes vivantes. Les plans d'eau dans les bols présentent souvent des surfaces en galets, du gravier fin et coloré ou du sable. Les arbres de nombreux bonkei ont des branches fines et bien articulées et un feuillage minuscule, dans des tailles presque impossibles à reproduire avec des spécimens vivants. Ces similitudes de sujet, de style et de matériaux lient les réalisations de Kimura Tōsen du XIXe siècle avec les bonkei produits actuellement au Japon.